# Centre virtuel de la connaissance sur l'Europe
Le Centre virtuel de la connaissance sur l'Europe (abrégé en CVCE) est un centre de recherche et de documentation interdisciplinaire sur le processus d'intégration européenne.
Le slogan du CVCE est : « Knowing the past to build the future » (« Connaître le passé pour construire le futur »).

## Statut
Le CVCE a été un établissement public luxembourgeois créé par la loi du 7 août 2002 portant création du Centre virtuel de la connaissance sur l’Europe. Le CVCE a intégré l'Université du Luxembourg au 1er juillet 2016. Auparavant, le siège du centre était établi au château de Sanem qui se situe au sud du Grand-Duché de Luxembourg.

## Recherches

### Études européennes
Le processus d'intégration européenne est l’axe de recherche du département European Integration Studies (EIS). Les quatre domaines analysés dans le cadre de l’EIS sont : les organisations européennes ; les États européens et la construction européenne ; les personnalités européennes ; et les idées, valeurs, et identités.
Dans le cadre de ce département, le CVCE publie des sources primaires et des dossiers d'analyse.
Enfin, l'EIS a quatre projets de recherche :
- « Pierre Werner et l'Europe » : ce projet porte sur l’œuvre et la pensée européennes de Pierre Werner. La première étape du projet porte sur le plan Werner. Le projet de recherche porte aussi sur les étapes qui ont conduit à l’actuelle union économique et monétaire ;
- « L'Espagne et la construction européenne » ;
- « Initiative and Constraint in the Mapping of Evolving European Borders (ICMEEB) » ;
- « Histoire orale de la construction européenne ».

### Digital Humanities Lab
Ce laboratoire en humanités numériques vise à intégrer, conserver, indexer, structurer et enrichir les données relatives à la construction européenne.

## Sources

## Compléments